# Körstämman i Skinnskatteberg
Körstämman i Skinnskatteberg var ett av Sveriges största körevenemang med ett brett utbud av musik i många genrer. Stämman arrangerades helgen före midsommarhelgen och samlade årligen cirka 1000 sångare. Som initiativtagare och organisatör stod tidningen Land, tillsammans med dirigenten Anders Lindström som också var dess producent och konstnärlige ledare 1982–1989. Stämmodeltagarna kunde delta i musikverkstäder under ledning av kända musiker och körledare.
Ny arrangör från 2012 var studieförbundet Sensus i samarbete med Skinnskattebergs kommun, Svenska kyrkan och Västmanlandsmusiken. År 2013 ställdes stämman in på grund av för få anmälningar och lades sedan ner.